# Алессія Дженнарі
Алесія Дженнарі (італ. Alessia Gennari; 3 листопада 1991, Парма) — італійська волейболістка. Учасниця літніх Олімпійських ігор 2016 року. Переможниця чемпіонату Європи 2021 року і Ліги націй 2022 року.

## Із біографії
У складі національної збірної виступала на літніх Олімпійських іграх 2016 року в Ріо-де-Жанейро, чемпіонаті світу (2022), континентальних першостях (2013, 2021), розіграшах Ліги націй (2022) Всесвітнього гран-прі (2012, 2013, 2015, 2016) і Середземноморських іграх (2013).

## Клуби

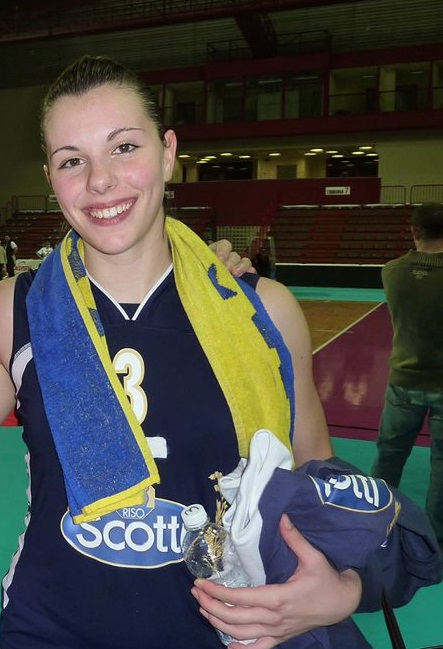

| Роки      | Команди                       |
| --------- | ----------------------------- |
| 2005–2009 | «Сассуоло»                    |
| 2009–2011 | «Кадельбоско»                 |
| 2011–2012 | «Рісо Скотті» (Павія)         |
| 2012–2013 | «Ребеккі» (П'яченца)          |
| 2012–2013 | «К'єрі»                       |
| 2013–2015 | «Помі» (Казальмаджоре)        |
| 2015–2017 | «Фоппапедретті» (Бергамо)     |
| 2017–2021 | «Унет Е-Ворк» (Бусто-Арсіціо) |
| 2021–2022 | «Про Вікторія» (Монца)        |
| 2022–2024 | «Імоко» (Конельяно)           |
| 2024–     | «Остін»                       |

## Досягнення
Чемпіонат світу
- Третє місце (1): 2022

Ліга націй
- Перше місце (1): 2022

Чемпіонат Європи
- Перше місце (1): 2021

Ліга чемпіонів ЄКВ
- Перше місце (1): 2024

Клубний чемпіонат світу
- Перше місце (1): 2022

Кубок ЄКВ
- Перше місце (1): 2019

Чемпіонат Італії
- Перше місце (3): 2015, 2023, 2024
- Друге місце (1): 2022

Кубок Італії
- Перше місце (3): 2016, 2023, 2024
- Друге місце (1): 2020

Суперкубок Італії
- Перше місце (2): 2022, 2023

Чемпіонат Першої волейбольної ліги
- Перше місце (1): 2025

## Статистика
Статистика виступів на літніх Олімпійських іграх:
| Рік  | Турнір           | Ігри | Сети | Очки | Ср. | Місце | Примітки |
| ---- | ---------------- | ---- | ---- | ---- | --- | ----- | -------- |
| 2016 | Олімпійські ігри | 3    | 8    | 20   | 2,5 | 9     |          |